# Kråkelyckan

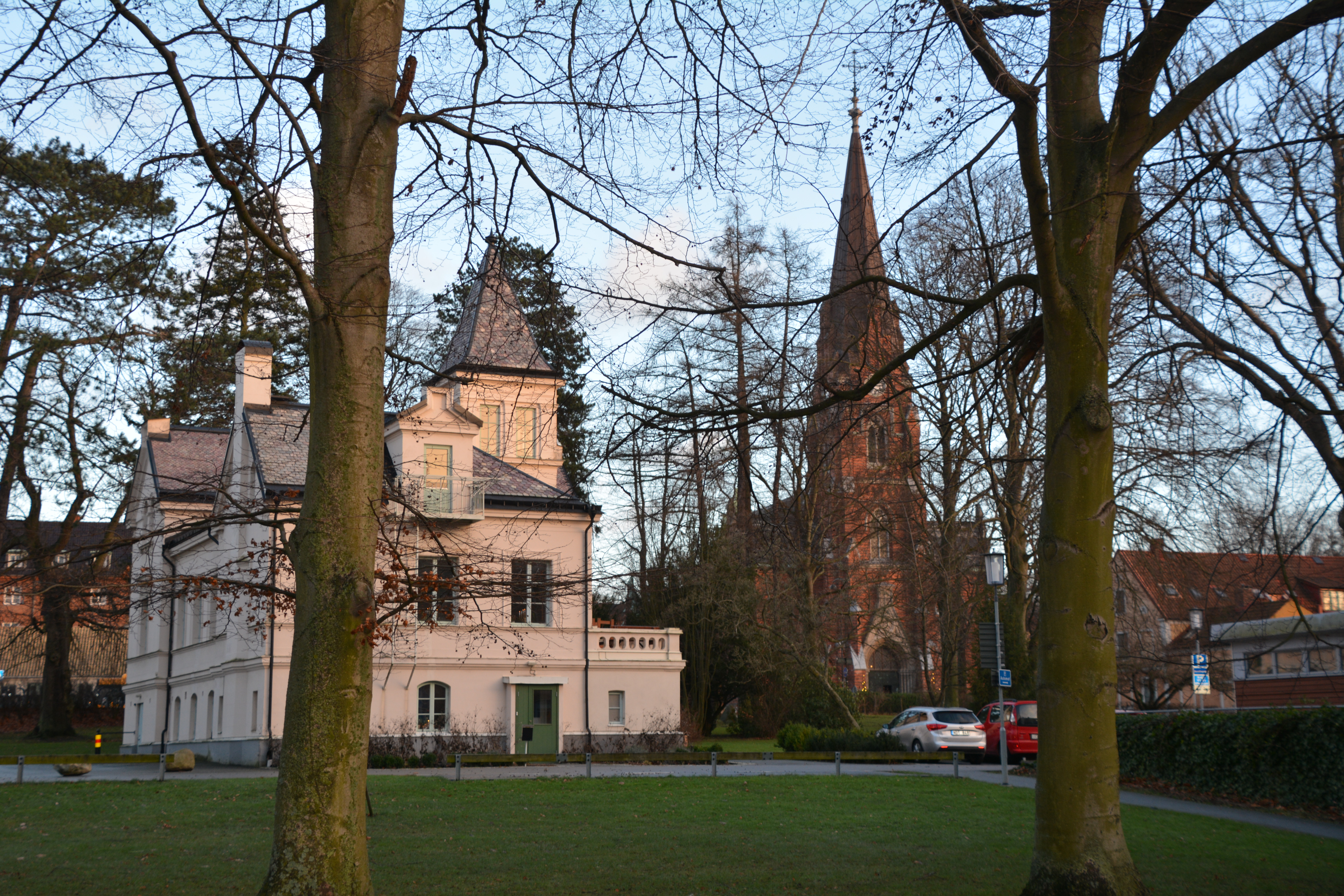
Quennerstedtska villan och Allhelgonakyrkan

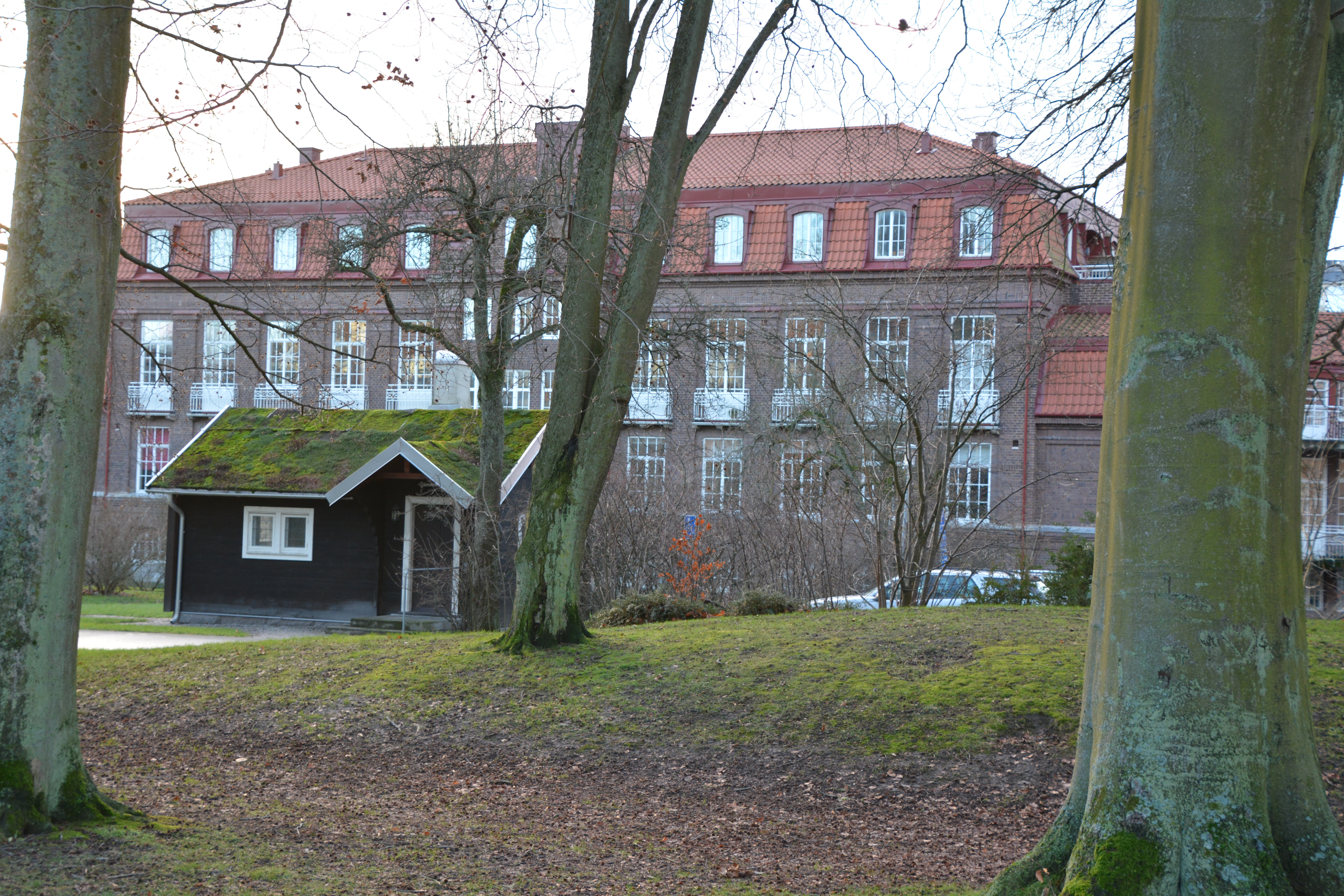
Blendas stuga och Ribbingska sjukhemmet

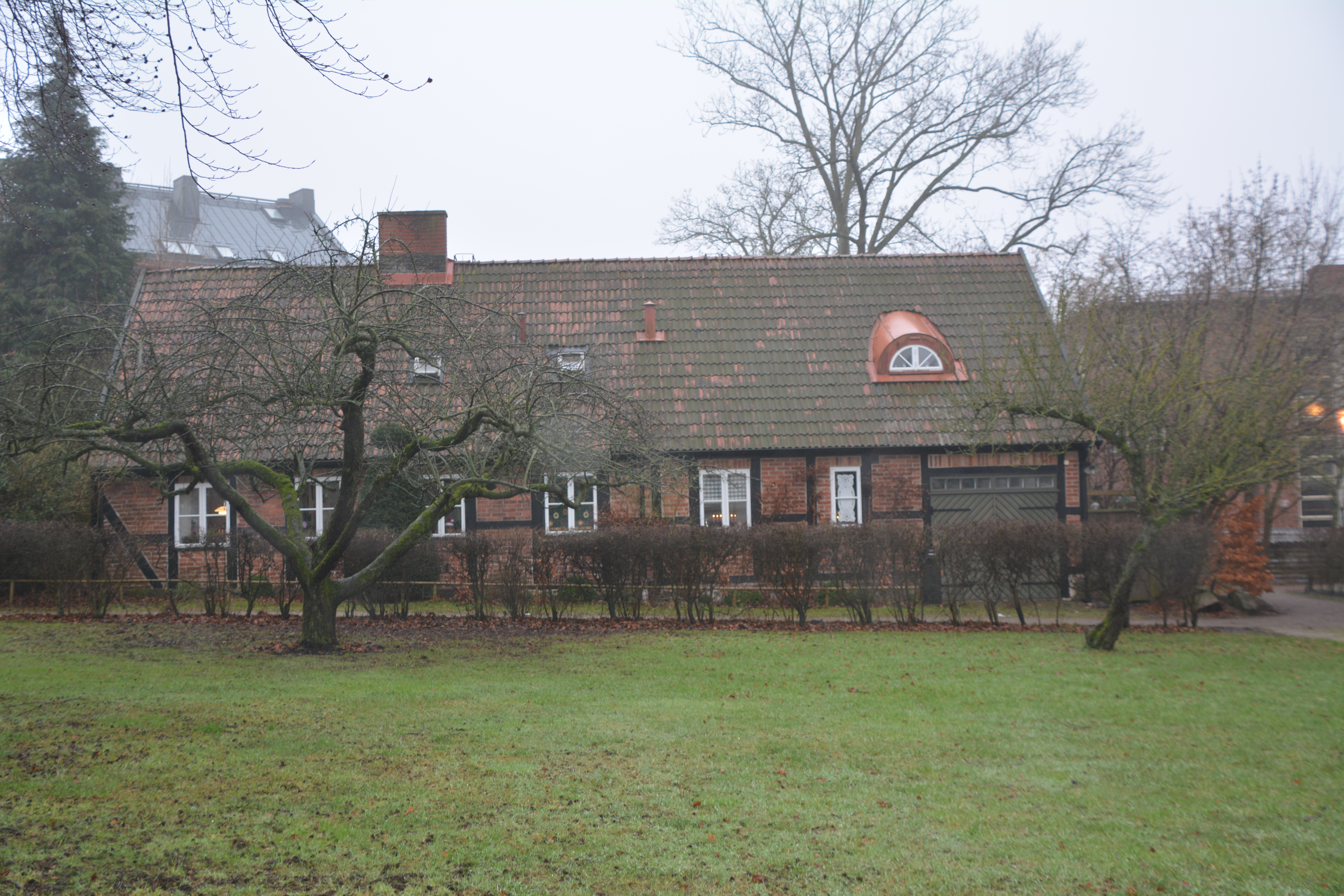
Tidigare stallbyggnaden till Kråkelyckan 2

Kråkelyckan är ett tidigare område och ett nutida kvarter i Lund.
Kvarteret Kråkelyckan ligger omedelbart utanför Lunds medeltida stad, norr om den tidigare nordvästra stadsvallen. Det omgärdas av Sankt Laurentiigatan, Karl XI:s gata, Karl XII:s gata och Bredgatan.
Kvarteret Kråkelyckan är känt som lycka sedan lång tid tillbaka. Den finns antydd på en teckning av Erik Dahlbergh över Slaget vid Lund 1676. Det benämndes i början av 1700-talet Poraths lycka och i slutet av 1700-talet Tranelyckan, efter tullinspektören Trana. Från ett lagfartsprotokoll från 1830 finns namnet Kråkelyckan belagt. Lunds norra tullhus låg omedelbart söder om lyckan.
Kråkelyckan, förutom två tomter i hörnet Bredgatan/Sankt Laurentiigatan, köptes 1860 av Adam Wilhelm Ekelund, som gav en del av området 1874 till sin  dotter Lilly Quennerstedt och hennes man August Quennerstedt. Dessa uppförde i områdets nordöstra del ett bostadshus till sig själva 1875, Quennerstedtska villan. Resten av området ärvde de 1885.
År 1911 donerade de mark i kvarteret till respektive Föreningen för ett sjukhem för obotligt sjuka i Skåne för uppförande av Ribbingska sjukhemmet i den nordvästra delen och till Föreningen för upprättande av ett högre elementarläroverk för flickor för byggandet av Lindebergska skolan i den sydvästra delen.
Lilly Quennerstedt donerade också 1927 en fastigheten Kråkelyckan 6 vid Sankt Laurentiigatan till Lunds universitet för uppförande av Lunds studentskegård.
Kvarteret har därutöver två andra bostadsfastigheter. Mot Bredgatan ligger på Kråkelyckan 2 en envåningslänga med en tidigare stallänga bakom, och i hörnet Bredgatan/Sankt Laurentiigatan finns på Kråkelyckan 3 ett av färgerifabrikören Sven Otto Åkerlund 1896 uppfört trevåningsbostadshus. 
Paret Quennerstedt var angeläget om att kvarteret skulle vara lågexploaterat och ha kvar en parkkaraktär. Det är fortfarande lågt exploaterat, men blev något tätare efter byggandet av det nya Ribbingska sjukhemmet mellan Quennerstedtska villan och det ursprungliga Ribbingska sjukhemmet.
Kvarteret är stort och Lunds kommun önskade i samband med stadsplaneringen av området Spoletorp i slutet av 1800-talet dela det i fyra kvarter. Detta motsatte sig den dåtida ägaren, paret Lilly och August Quennerstedt. Dessa ville i stället göra parkmark av stora delar av kvarteret, vilket också gjordes av stadsträdgårdsmästaren J. Ekberg.